# Roygos Ridge
Roygos Ridge (englisch; bulgarisch рид Ройгос rid Rojgos) ist ein vereister, in südost-nordwestlicher Ausrichtung 9,6 km langer, 3,2 km breiter und bis zu 1250 m hoher Gebirgskamm an der Loubet-Küste des Grahamlands auf der Antarktischen Halbinsel. Er ragt 6,8 km südwestlich des Mount Lyttleton, 5,65 km westlich des Karia Peak und 11,27 km nördlich des Mount Bain am Ostufer der Darbel Bay auf und endet im Nordwesten im Shanty Point. Sein Gipfelkamm ist abgerundet, seine Nord- und Südhänge sind teilweise unvereist. Der Erskine-Gletscher liegt südlich, der Cardell-Gletscher nördlich von ihm.
Britische Wissenschaftler kartierten ihn 1976. Die bulgarische Kommission für Antarktische Geographische Namen benannte ihn 2015 nach dem thrakischen König Rojgos, der im 3. Jahrhundert regiert hatte.